# Приводная цепь

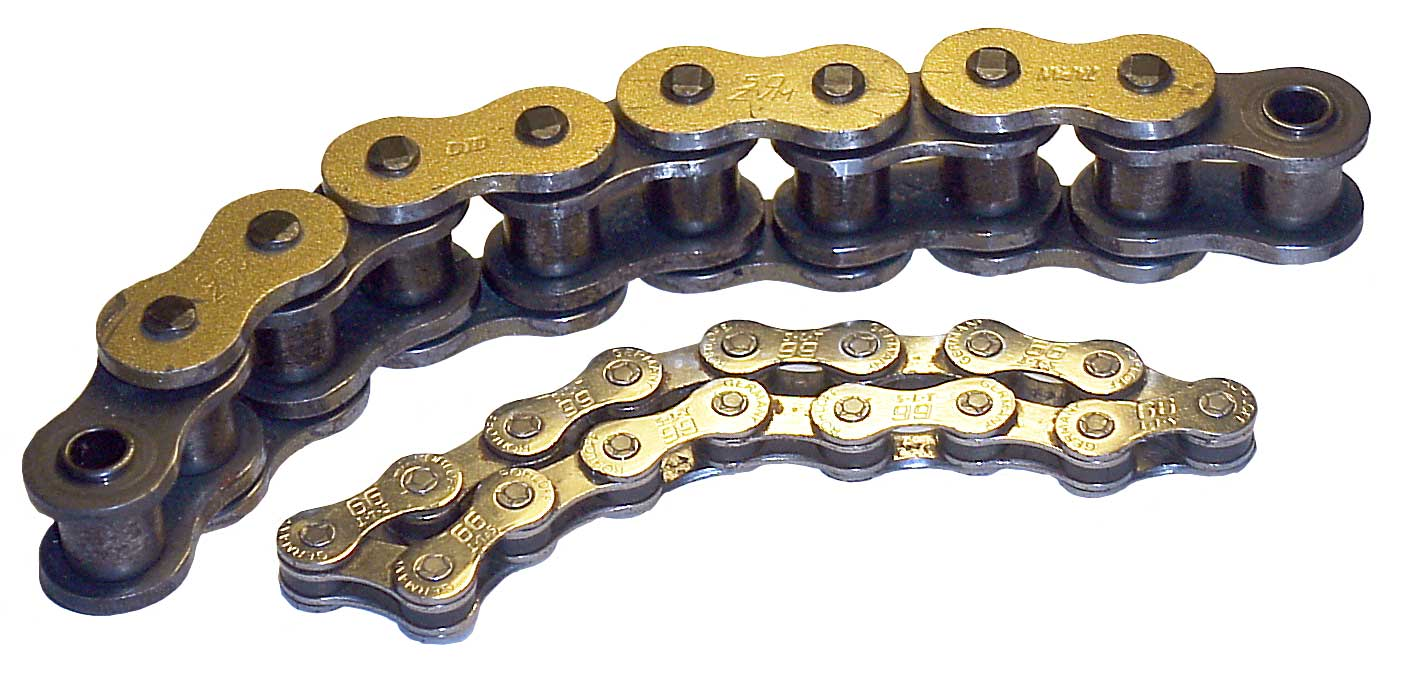
Приводные роликовые цепи двух типоразмеров

Приводная цепь — цепь, предназначенная для передачи механической энергии от ведущего вала к ведомому в цепных передачах.
Цепь состоит из соединённых шарнирами звеньев, обеспечивающих подвижность или «гибкость» цепи. Основными геометрическими характеристиками цепей являются шаг цепи t и расстояние между внутренними пластинами Bвн, основной силовой характеристикой — разрушающая нагрузка, которая определяется экспериментальным путём.
Для приводных цепей характерны (в сравнении с тяговыми цепями) малые шаги (для уменьшения динамических нагрузок) и износостойкие шарниры (для повышения долговечности).

## Классификация

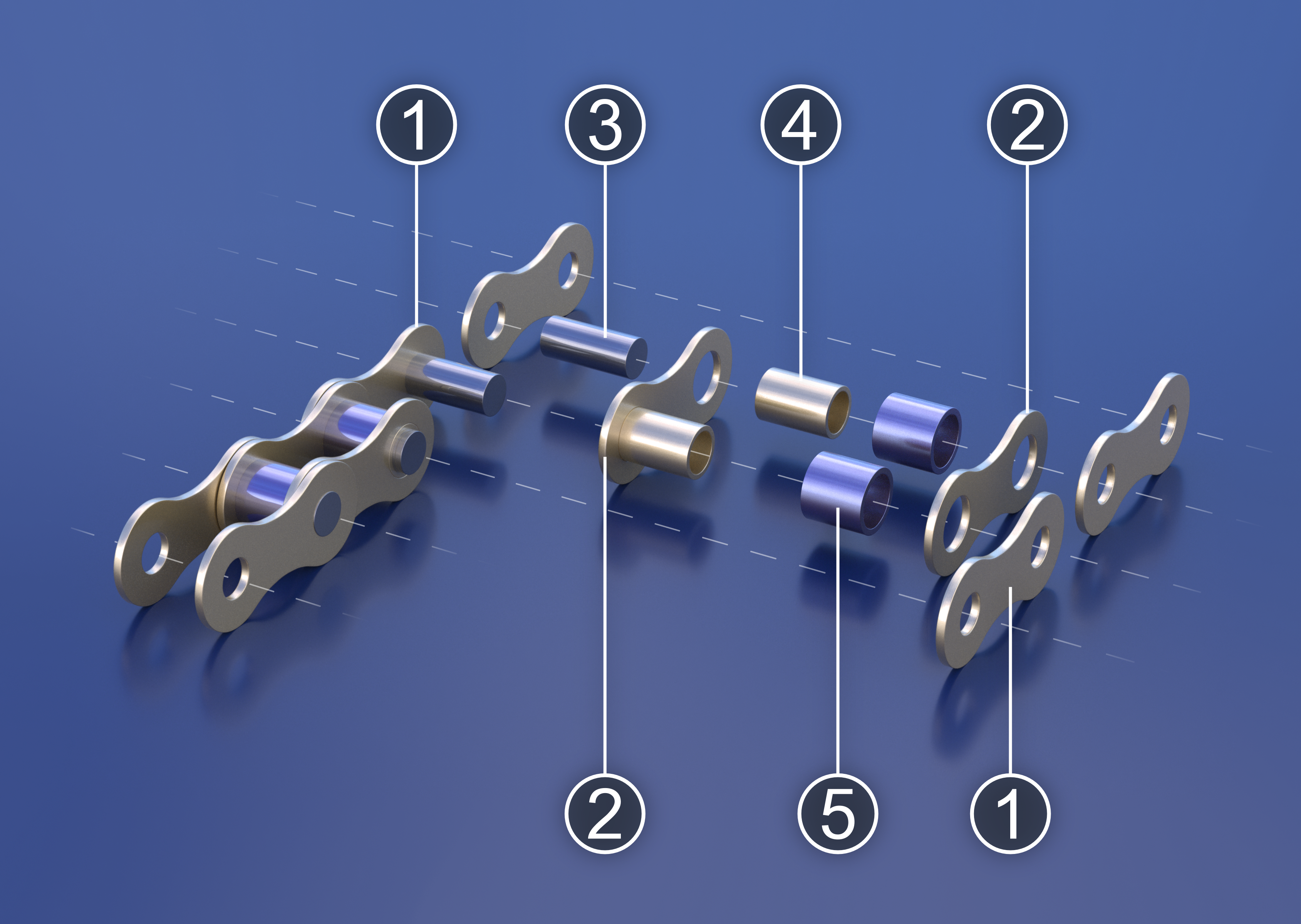
Конструкция роликовой цепи: 1. Пластина внешнего звена. 2. Пластина внутреннего звена 3. Валик 4. Втулка 5. Ролик

Приводная роликовая цепь с изогнутой пластиной (ПРИ) и одним периодическим звеном

Приводные цепи по конструкции бывают: 

### Роликовые цепи
Роликовая цепь типа ПР состоит из звеньев двух типов: внешних и внутренних. Отдельные детали цепи: 1 — пластина внешнего звена; 2 — пластина внутреннего звена; 3 — валик; 4 — втулка; 5 — ролик. Пластины внутреннего звена 2 соединены с натягом со втулками 4 и образуют неподвижное соединение. Валик З свободно входит во втулку и образует цилиндрическое шарнирное соединение. Внешние пластины 1 спрессованы с валиками, которые на торцах развальцованы. Ролик 5 на втулке 4 может свободно вращаться при вхождении в зацепление с зубцами звёздочки.
В подвижных сопряжениях втулки с валиком и роликом имеет место трение скольжения, в сопряжении роликов с зубцами звёздочек преобладает трение качения.
Приводные роликовые цепи бывают одно- (ПР), двух- (2ПР), трёх- (3ПР) и четырёхрядными (4ПР). Нагрузочная способность многорядных цепей почти пропорциональна числу рядов. Использование многорядных цепей позволяет значительно уменьшить габаритные размеры передачи в плоскости, перпендикулярной к осям валов. Их выполняют из тех же элементов, что и однорядные, только валики имеют увеличенную длину. В связи с наличием двух типов звеньев число звеньев в цепном контуре должно быть чётным. В случае необходимости использования цепей с нечётным количеством звеньев применяют специальные переходные звенья.
Разновидностью роликовых цепей являются приводные роликовые цепи типа ПРИ (с изогнутыми пластинами и одним периодическим звеном). Такие цепи имеют однотипные звенья, благодаря чему число звеньев в контуре может быть как чётным, так и нечётным. Роликовые цепи с одним периодическим звеном имеют большую продольную податливость, и поэтому их используют при нагрузках ударного характера.

### O-ring и X-ring цепи
Цепи с сальниками O-ring и X-ring.
Во время сборки цепи между ее внутренними и наружными пластинами устанавливаются резиновые уплотнители для снижения шума цепи, увеличения ресурса цепи и в тех случаях, когда использование смазки невозможно.
Применяется два типа резиновых уплотнителей:
- Имеющие круглое сечение – профиль буквы «О». О-ring;
- Имеющие сечение в форме буквы «Икс». X-ring.

### Втулочные цепи
Втулочная цепь по конструкции не отличается от роликовой, за исключением того, что она не имеет роликов. Приводные втулочные цепи бывают однорядными — типа ПВ и двухрядными — типа 2ПВ. Цепи типа ПВ изготавливают лишь с шагом 9,525 мм. Такие цепи более просты по конструкции, имеют меньшую массу, дешевле, но они имеют более низкую износостойкость.
Основным размерным параметром приводной роликовой цепи является её шаг t. В зависимости от величины шага, в стандартных цепях выбирают размеры всех других деталей. Среди других размерных параметров цепей используются площадь A опорной поверхности шарнира, которая равна произведению диаметра валика и ширины внутреннего звена. Этот параметр цепи учитывается в расчётах шарниров на износостойкость.
Характеристикой прочности роликовой цепи является разрушающая нагрузка, которая регламентируется стандартом и которая определяется экспериментально на предприятиях-производителях.

### Зубчатые цепи

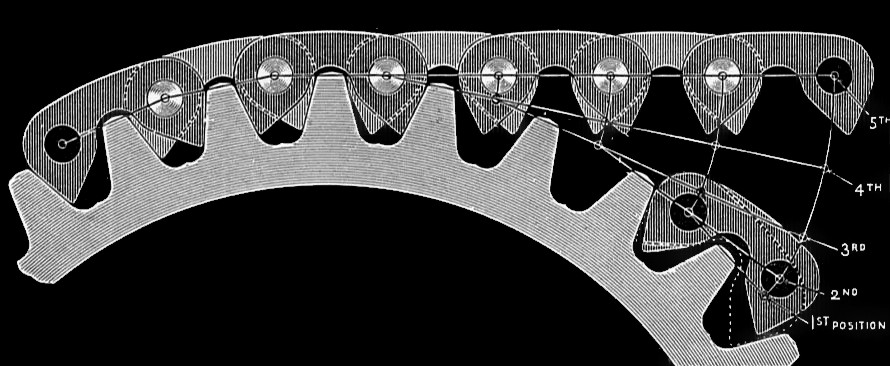
Зубчатая цепь

Конструкции шарниров зубчатой цепи: а) шарнир скольжения; б) шарнир качения

Зубчатая цепь состоит из набора пластин двух типов. Основные пластины имеют внешние боковые плоские поверхности, с помощью которых они сопрягаются с двумя зубцами звёздочки. Направляющие пластины обеспечивают центровку цепи относительно звёздочек. Для этих пластин посередине венца звёздочек предусматривается соответствующая канавка.
Зубчатые цепи различаются по конструкции шарниров. В них используют шарниры скольжения, в которых вкладыши 1 и 2, закреплённые в пластинах на всей ширине цепи, контактируют с валиком 3. Шарнир допускает поворот пластин в две стороны на угол φ = 30°. Шарниры качения не имеют валика, их изготовляют с двумя сегментными вкладышами 1 и 2. При взаимном повороте пластин вкладыши не скользят, а перекатываются, что позволяет повысить КПД передачи и долговечность цепи.
Стандартизированы только зубчатые цепи с шарнирами качения. В зависимости от шага цепи t регламентируются размеры всех других элементов цепи.
Зубчатые цепи в сравнении с роликовыми допускают несколько более высокие скорости, они характеризуются большей плавностью работы, имеют повышенную надёжность благодаря многопластинчатой конструкции. Однако у них масса больше, они сложнее в изготовлении и дороже. Из-за этого зубчатые цепи нашли ограниченное применение.

### Приводные роликовые длиннозвенные цепи (ПРД)
Используются в различной сельскохозяйственной технике: сеялки, транспортеры и т.д.

### Транспортерные роликовые длиннозвенные (ТРД)
Цепи ТРД чаще всего используются в комбайнах: зерновых или колосовых транспортерах и элеваторах.

### Приводные роликовые с изогнутыми пластинами (ПРИ)
Используются в экскаваторах и дорожной технике.

### Приводные вариаторные цепи
Используются в машинах и механизмах, где предъявляются повышенные требования к передаче.

## Стандарты
При изготовлении приводных цепей применяют следующие стандарты:
- в России — ГОСТ 13568-97, ГОСТ 4267-78 и ГОСТ 13552-81;
- в США — ANSI B29.1M и ANSI B29.3M;
- в Германии — DIN 8187;
-  в международной стандартизации — ISO 606, ISO 1275 и ISO 1395.

## Материалы
Элементы роликовых, втулочных и зубчатых цепей изготавливают из следующих материалов; пластины — из среднеуглеродистых или легированных сталей 40, 45, 50, 30ХН3А с закалкой до твёрдости 32…44 HRC, а валики, втулки, ролики и вкладыши — из цементированных сталей 10, 15, 20, 12ХН3А, 20ХН3А с термообработкой до твёрдости 45…65 HRC.